# سیارک ۹۲۵۷۸
سیارک ۹۲۵۷۸ (به انگلیسی: 92578 Benecchi، نامگذاری:2000OC62) نود و دو هزار و پانصد و هفتاد و هشتمین سیارک کشف شده‌است که در ۳۰ ژوئیه ۲۰۰۰ کشف شد.